# Joe Rantz
Joseph Harry "Joe" Rantz (31. marts 1914 - 10. september 2007) var en amerikansk roer og olympisk guldvinder, født i Spokane.
Rantz var med i USA's otter, der vandt guld ved OL 1936 i Berlin, den 5. amerikanske OL-guldmedalje i otteren i træk. Resten af besætningen bestod af Herbert Morris, Charles Day, Gordon Adam, John White, James McMillin, George Hunt, Donald Hume og styrmand Robert Moch. Samtlige otte roere var studerende ved University of Washington. Der deltog i alt 14 både i konkurrencen, hvor amerikanerne sikrede sig guldet foran Italien og Tyskland, der vandt henholdsvis sølv og bronze. Det var de eneste olympiske lege Hunt deltog i.

## OL-medaljer
- 1936:  Guld i otter